# Robert Langers
Robert ("Robby") Langers (Luxemburg, 1 augustus 1960) is een voormalig voetballer uit Luxemburg. Hij speelde als aanvaller gedurende zijn carrière in onder meer Frankrijk en Duitsland. Langers werd in 1987 gekozen tot Luxemburgs Sportman van het Jaar.

## Carrière

### Clubcarrière
Langers speelde in zijn loopbaan bij diverse clubs. Bij geen enkele club bleef hij meer dan 2 jaar achter elkaar.

### Interlandcarrière
Langers' interlandcarrière omspande bijna achttien jaar. Hij kwam in totaal 73 keer (acht doelpunten) uit voor de nationale ploeg van Luxemburg in de periode 1980–1998. Hij maakte zijn debuut op 10 september 1980 in de WK-kwalificatiewedstrijd tegen Joegoslavië, die met 5-0 verloren werd. Zijn 73ste en laatste interland speelde hij op 31 mei 1998 tegen Kameroen (0-2). In dat vriendschappelijke (afscheids)duel viel hij na 52 minuten in voor debutant Gordon Braun, en moest hij vervolgens na 78 minuten plaatsmaken voor Serge Thill.
| Interlanddoelpunten | Interlanddoelpunten | Interlanddoelpunten | Interlanddoelpunten                        | Interlanddoelpunten | Interlanddoelpunten | Interlanddoelpunten |
| #                   | Datum               | Locatie             | Wedstrijd                                  | Goal(s)             | Uitslag             | Competitie          |
| ------------------- | ------------------- | ------------------- | ------------------------------------------ | ------------------- | ------------------- | ------------------- |
| 1                   | 18/05/1985          | Potsdam             | Duitse Democratische Republiek – Luxemburg | 76'                 | 3–1                 | WK-kwalificatie     |
| 2                   | 25/09/1985          | Luxemburg           | Luxemburg – Bulgarije                      | 65' (pk)            | 1–3                 | WK-kwalificatie     |
| 3                   | 30/04/1987          | Luxemburg           | Luxemburg – Bulgarije                      | 59'                 | 1–4                 | EK-kwalificatie     |
| 4                   | 21/09/1988          | Luxemburg           | Luxemburg – Zwitserland                    | 80'                 | 1–4                 | WK-kwalificatie     |
| 5                   | 31/10/1990          | Luxemburg           | Luxemburg – Duitsland                      | 65'                 | 2–3                 | EK-kwalificatie     |
| 6                   | 14/02/1995          | Ashdod              | Israël – Luxemburg                         | 71'                 | 4–2                 | Oefeninterland      |
| 7                   | 14/02/1995          | Ashdod              | Israël – Luxemburg                         | 77'                 | 4–2                 | Oefeninterland      |
| 8                   | 08/10/1996          | Luxemburg           | Luxemburg – Bulgarije                      | 20'                 | 1–2                 | WK-kwalificatie     |

## Erelijst
- Luxemburgs Sportman van het Jaar

1987
- Monsieur Football

1980, 1987, 1988, 1989, 1990
- Topscorer Nationaldivisioun

1980 (26 goals)